# Phyllobrotica lorestanica
Phyllobrotica lorestanica – gatunek chrząszcza z rodziny stonkowatych i podrodziny Cryptocephalinae.
Gatunek ten opisany został w 2019 roku przez Pawieła Romancowa na łamach „Zoosystematica Rossica”. Jako miejsce typowe wskazano dystrykt Beszarat w irańskim ostanie Lorestan. Epitet gatunkowy pochodzi od miejsca typowego.
Chrząszcz o wydłużonym, spłaszczonym, w zarysie równoległobocznym ciele długości od 5,2 do 5,4 mm. Głowa włącznie z czułkami jest jednobarwnie jasnobrązowa. Przednia krawędź nadustka jest prosta, zaś wargi górnej lekko pośrodku wklęśnięta. Trójkątne guzki czołowe stykają się ze sobą. Oczy są duże i wyłupiaste, owalne w zarysie. Około półtorakrotnie szersze niż dłuższe, najszersze w przedniej ⅓ przedplecze jest jasnobrązowe, niepunktowane, u samca z delikatną mikrorzeźbą, u samicy bez niej. Zarys przedplecza ma prosty brzeg przedni, kąty przednie proste, brzegi boczne sinusoidalne, kąty tylne kanciasto rozwarte, a brzeg tylny prosty. Trójkątna tarczka jest jasnobrązowa i pozbawiona punktowania. Dwukrotnie dłuższe niż szerokie, delikatnie punktowane i mikrorzeźbione pokrywy są jasnobrązowe z dwoma okrągłymi, czarnymi kropkami w wierzchołkowej ćwiartce. Odnóża są jasnobrązowe, smukłe, bez ostróg na goleniach. Genitalia samca cechują się cienkim edeagusem, zwężonym ku niezakrzywionemu do góry wierzchołkowi.
Owad palearktyczny, znany wyłącznie z Iranu.